# Liste des communes du Piémont
Liste des communes du Piémont, par province ou ville métropolitaine.
- Communes de la province du Verbano-Cusio-Ossola
- Communes de la province d'Alexandrie (Italie)
- Communes de la province d'Asti
- Communes de la province de Biella
- Communes de la province de Coni
- Communes de la province de Novare
- Communes de la ville métropolitaine de Turin
- Communes de la province de Verceil